# PSR J1903+0327
PSR J1903+0327 ist ein Pulsar, der sich etwa 21.000 Lichtjahre von der Erde entfernt befindet. Der Pulsar dreht sich 465 Mal pro Sekunde um sich selbst und ist damit einer der Pulsare mit der schnellsten bekannten Eigenrotation.
Der Neutronenstern bewegt sich um einen benachbarten Stern, den er etwa alle 95 Tage umrundet. Seine damit beschriebene elliptische Bahn ist ungewöhnlich; es wird vermutet, dass sich ein dritter Stern in der Nähe befindet. Dieser konnte bisher aber nicht nachgewiesen werden. 
Der Pulsar hat einen Durchmesser von etwa zehn Kilometern und die 1,74-fache Masse der Sonne des Sonnensystems.
Entdeckt wurde PSR J1903+0327 im Jahr 2006 von einer Arbeitsgruppe im Arecibo-Observatorium unter Leitung des Astronomen David Champion. 